# Monastère de Vatopedi
Le monastère de Vatopédi (en grec moderne : Μονή Βατοπαιδίου ou Βατοπεδίου) est un des vingt monastères orthodoxes de la communauté monastique du mont Athos. Il occupe la 2e place dans le classement hiérarchique de la Charte constitutionnelle du Mont Athos. Le monastère est dédié à l'Annonciation, dont la fête votive est célébrée le 25 mars (7 avril).
Dans le monde chrétien orthodoxe, le Mont Athos est identifié comme la Montagne-Sainte. Cette désignation fut reconnue pour la première fois en 1046, lors de clarifications proposées à la constitution et à l'administration des monastères d'Athos. Celles-ci furent approuvées par l'Empereur Constantin IX Monomaque, sous forme de règlement.
Le monastère est situé au nord-est de la péninsule du Mont Athos, en mer Égée. L'ensemble des différentes habitations du monastère forment une enceinte de forme polygonale, englobant la cour qui héberge le catholicon (église centrale) ainsi que plusieurs chapelles.
Depuis sa fondation, le monastère de Vatopédi s'est enrichi de plusieurs dépendances localisées sur la péninsule ainsi qu'à l'extérieur de celle-ci. En plus de ses acquisitions foncières, il a accumulé de nombreuses œuvres d'art, principalement de facture religieuse, ainsi qu'une bibliothèque imposante.
À diverses périodes de son histoire, en plus de son rôle fondamental religieux, le monastère a aussi été un acteur économique, à divers niveaux.

## Histoire
Le monastère a probablement été fondé vers 980 : il n'est en effet pas cité dans un document de 972, et sa première attestation est un acte signé par son higoumène en janvier 985.
Les circonstances de sa fondation n'ont pas été confirmées de façon formelle jusqu'à ce jour. Cependant, la toile de fond de sa création semblerait être due à trois moines d'Andrinople; Athanase, Nicolas et Antoine, qui après s'être établis sur la presqu'île d'Athos, se seraient rendus dans la région de Vatopédi, où vivaient déjà des ascètes, afin de s'y établir définitivement et d'y créer un nouveau monastère.
Le monastère de Vatopédi a pu bénéficier du soutien des empereurs byzantins à différentes périodes de son histoire. Il obtint une rente qui fut instaurée lors de l'émission d'un typicon par Constantin IX Monomaque. Théodora Cantacuzène et son fils, qui deviendra plus tard l'empereur Jean VI, lui octroyèrent un métoque, situé à Serrès.
Il obtint du secours financier de l'empereur Andronic de la dynastie des Paléologues, à la suite d'une période durant laquelle, sa destinée et celles des autres monastères de l'Athos semblaient par moments précaires. Ils avaient eu à subir plusieurs assauts provenant de pirates. De plus, au début du XIVe siècle, des mercenaires catalans avaient ravagé certains monastères.
L'empereur Jean VI Cantacuzène fut un empereur qui fut très généreux. Il participa aux frais inhérents à des projets de constructions que le monastère avait entrepris. De plus, le monastère obtint plusieurs dépendances qui furent octroyées par ce même empereur.
Le monastère vécut une situation difficile au XVIIe siècle, période durant laquelle les autorités turques avaient instauré un système fiscal très lourd. Le monastère avait dû alors se délester de plusieurs avoirs fonciers, pour pouvoir survivre, et ce, malgré l'aide de la part de tsars de Russie et de princes provenant des régions du Danube.
Au XVIIIe siècle, grâce à diverses donations provenant de patriarches et autres sources, dont certaines anonymes, sa situation financière s'était améliorée sensiblement. De nouvelles constructions furent ajoutées au monastère et d'autres restaurées. De plus, il put prendre à sa charge certains frais externes d'entretien en sus des siens.
Une relation spéciale s'est établie entre les monastères de Vatopédi et de Chelandari représentée, entre autres, par une tradition de participations mutuelles à certaines de leurs célébrations. Cette relation aurait débuté par l'accord donné par Vatopédi à une demande du prince de Serbie Stéfan II. Celle-ci visait une donation d'un petit monastère (Chelandari) à deux moines de Vatopédi, le prince de Serbie Stéfan Némanja (moine Syméon) et son fils, Rastko (moine Savas).
Il abrita autrefois des Arméniens orthodoxes, les dzaith, communauté aujourd'hui disparue en tant que groupe identifiable.

### Activités économiques au Moyen Âge
Le monastère a joué un rôle économique important d'ordre bancaire, vers la fin du XIVe siècle. La raison semble en avoir été une d'insécurité générale qui régnait durant cette période. Elle menait les personnes bien nanties de régions rurales à préférer déposer leurs avoirs dans des institutions, telles que les monastères, offrant de la stabilité.
Une autre activité économique du monastère de Vatopédi et d'autres grands monastères d'Athos, consistait dans le commerce maritime que certains d'eux pratiquaient, grâce à leurs propres flottes de bateaux. Cette activité semble avoir débuté dans un but d'approvisionnement et de déplacement entre leurs diverses possessions hors d'Athos, donc, pour subvenir d'abord à leurs propres besoins.
À ces activités navales usuelles se sont ajoutées par la suite des déplacements maritimes d'un type plus commercial. Un chrysobulle, daté de 1356 donne des informations à ce sujet, où il est question d'exemption de taxes. On constate aussi, par ce document, que les activités commerciales navales du monastère pouvaient s'étendre à toutes les villes et les îles de l'Empire byzantin.

### Le monastère de Vatopédi auXXIesiècle
En ce début du XXIe siècle, Vatopédi demeure un monastère très visité par les Chrétiens orthodoxes et autres visiteurs intéressés par maints aspects de son histoire architecturale, artistique et historique.
Il s'est aussi adapté à la nouvelle technologie. Des enregistrements de chants liturgiques exécutés par les moines du monastère existent. De plus, Il est aussi possible de visionner des capsules vidéos de leurs célébrations liturgiques sur la toile.

## Structure organisationnelle
Jusqu'aux dernières décennies du XXe siècle les vingt grands monastères se divisaient en deux catégories; ceux suivant les règles cénobitiques et ceux suivant les règles idiorrythmiques. Ces derniers avaient la possibilité de changer leurs règles afin de devenir des monastères cénobitiques. Cependant, l'inverse n'était pas permis.
Le monastère de Vatopédi était parmi ceux qui adhéraient aux règles idiorrythmiques. Cette approche se traduisait par plus de liberté tant qu'à la façon dont les moines y résidant pouvaient vivre leur ascèse. Celle-ci pouvait varier d'une vie totalement solitaire ou partagée avec d'autres moines. Les périodes d'isolement pouvaient aussi varier de totales à partielles. De plus, elle permettait aussi à un moine de travailler, de se faire rémunérer et de pouvoir détenir certains effets personnels.
Tous ces monastères suivent maintenant les règles cénobitiques. Selon cette règlementation, les moines de ces monastères doivent mener une vie en constante relation avec l'ensemble des moines faisant partie du monastère. Les repas, la prière, et le travail, s'accomplissent donc dans cet esprit communautaire.
En plus des vingt grands monastères, il existe d'autres types d'habitations où vivent des moines. Certaines d'elles sont des skites, qui sont des couvents dont la principale différence est qu'ils font partie des dépendances d'un des vingt grands monastères. Le monastère de Vatopédi en détient deux, soit celui de Saint-Démétrios et le grand skite de Saint-André.
Il existe aussi des petites communautés monacales telles que les kellia, qui sont généralement de grandes fermes où les moines qui y résident effectuent principalement un travail de nature agricole, afin d'en faire fructifier les terres. On en comptait vingt-sept qui appartenaient toujours au monastère de Vatopédi vers la fin du XXe siècle. Les kalyves sont un peu comme les kellia, mais moins étendues et dont les sols sont laissés en friche. Le monastère de Vatopédi en détenait dix vers la fin du XXe siècle.
D'autres installations des plus rudimentaires existent au mont Athos, où des moines vivent seuls dans des cavernes, localisées dans des endroits très arides du Mont Athos.

## Structure législative et exécutive
Le monastère de Vatopédi est un monastère impérial faisant partie des vingt grands monastères du Mont Athos, étant identifiés comme tels dans la Charte constitutionnelle du Mont Athos. Ce qualificatif indique qu'ils ont été, soit fondés sur ordre d'empereurs byzantins, ou nommés comme tels par le biais d'un chrysobulle.
Ils sont sous l'égide de la Charte constitutionnelle du Mont Athos. Cette charte a été conçue à partir de maints documents officiels tels que des chrysobulles et des typika. Elle est constituée de treize articles, dont le premier identifie d'abord le nom des vingt monastères souverains qui en font partie ainsi que leur ordre hiérarchique qui doit demeurer immuable. Le deuxième article confirme que le droit de propriété est exclusif aux vingt monastères souverains, alors que le troisième article en fixe le nombre comme devant être de vingt en tout temps. Les articles suivants, adressent entre autres certaines obligations liturgiques, règles d'ordre juridique et une règle qui accorde automatiquement la nationalité hellénique à tous les moines résidant au Mont Athos.
Les vingt grands monastères détiennent l'exclusivité des possessions immobilières ou territoriales du Mont Athos. Par conséquent, chaque skite, kellia et autres ermitages existant sur le Mont Athos, sont détenus par l'un d'eux.
Chaque grand monastère est souverain et a sa propre structure législative consistant en un regroupement de moines, qui sont nommés au Conseil des Anciens. En ce qui concerne le pouvoir exécutif du monastère, un higoumène est élu pour la vie et en devient le chef spirituel.
Ces vingt higoumènes représentent la Sainte Assemblée (le pouvoir législatif de l'ensemble des monastères) et se réunissent deux fois par année à Karyès, la capitale du Mont Athos. La Sainte Épistasie et la Sainte Communauté exercent le pouvoir exécutif et administratif du Mont Athos, dont les représentants sont élus pour une période d'un an.
Karyès est la seule entité indépendante du Mont Athos. Elle est chapeautée par un gouverneur provenant du gouvernement grec et dont le rôle consiste à gérer le côté civil du Mont Athos.
Jusqu'en 1925, le monastère était également propriétaire de l'île d'Ammoulianí, territoire d'une superficie de 4,5 km2, située dans le golfe Singitique tout proche. À cette époque, le monastère déléguait la gestion du domaine à deux ou trois moines. Ceux-ci étaient aidés dans leur tâche par une vingtaine d'ouvriers agricoles, dont les principales activités étaient l'élevage et la culture d'olives. Après cette date, l'île accueillit des réfugiés d'Asie mineure qui y développèrent une industrie de la pêche. Aujourd'hui, Ammoulianí qui dépend désormais de la municipalité de Stagira-Akanthos, vit essentiellement du tourisme.

## Patrimoine

### Patrimoine foncier
Le monastère de Vatopédi s'est rapidement enrichi de plusieurs dépendances. Dès le XIe siècle, neuf petits monastères étaient déjà sous sa direction. Des documents d'archives indiquent aussi qu'entre 1080 et 1350 les terres détenues par le monastère s'étaient accrues de façon importante, dont des domaines et des métoques en Thrace, Macédoine, Chalcidique et en Thessalonique.
L'envergure de ce patrimoine foncier a continué à progresser à travers les siècles avec plus ou moins de constance, selon les aléas des événements géopolitiques du moment. Un exemple de ces aléas, consiste aux événements suivant la défaite de la Maritsa en 1371. Les monastères, dont celui de Vatopédi, durent se départir d'une partie de leurs biens au profit de pronoaires, en accord avec une stratégie défensive de l'État, contre les Turcs.
Les dotations et les donations provenant de divers membres de l'aristocratie byzantine, du fisc et de hauts-dignitaires provenant de territoires plus éloignés, comme la Serbie, furent les principales sources de cette richesse.
Elle s'est aussi bâtie en partie par l'apport de personnes qui optaient pour la création d'une fondation monastique. Cette décision avait en général plusieurs objectifs, dont celui de pouvoir se retirer dans ce monastère, advenant le cas où son fondateur venait à choisir de devenir moine dans un futur plus ou moins rapproché. De plus, ce dernier était réconforté du fait que les bénéficiaires de cette fondation prieraient pour son salut ainsi que pour celui de sa famille. C'était aussi une façon de protéger le patrimoine familial, afin qu'il demeure dans la famille du fondateur.
Jusqu'en 1925, le monastère était également propriétaire de l'île d'Ammouliani, territoire d'une superficie de 4,5 km2, située dans le golfe Singitique tout proche. À cette époque, le monastère déléguait la gestion du domaine à deux ou trois moines. Ceux-ci étaient aidés dans leur tâche par une vingtaine d'ouvriers agricoles, dont les principales activités étaient l'élevage et la culture d'olives. Après cette date, l'île accueillit des réfugiés d'Asie mineure qui y développèrent une industrie de la pêche. Aujourd'hui, Ammouliani qui dépend désormais de la municipalité de Stagira-Akanthos, vit essentiellement du tourisme.

### Patrimoine artistique
"Le Mont Athos est un véritable musée d'art byzantin, en ce qui concerne l'architecture, la peinture et les arts mineurs...". Cette assertion résume bien l'ampleur du patrimoine artistique que représente le Mont Athos dans son ensemble. Par le biais de l'architecture et de toutes les œuvres artistiques hébergées par les monastères du Mont Athos, un accès privilégié à l'art byzantin et aux autres écoles artistiques y succédant, s'y trouvent concentrés.
Pour avoir un bref aperçu de l'étendue de l'apport artistique de Vatopédi spécifiquement, on peut prendre connaissance des différentes époques où quelques-unes des œuvres furent créées: le Xe siècle pour son katholikon (église centrale) ; le XVe siècle pour son exonarthex et son clocher ; et le XVIIIe siècle, pour son templon sculpté.

#### Architecture
La majorité des églises du Mont Athos, dont celle de Vatopédi, ont une caractéristique architecturale spécifique qui les identifient comme des églises triconques. Cette caractéristique consiste en deux absides localisées de chaque côté de la nef située en dessous de la coupole et à laquelle se sont ajoutées deux demi-calottes. Cette transformation semble avoir été effectuée pour que les moines participant aux chants religieux durant les cérémonies liturgiques, puissent se placer ensemble.
Le katholikon (l'église centrale) du monastère de Vatopédi, a fait partie d'études effectuées par plusieurs experts, s'étendant sur de nombreuses décennies durant le XXe siècle. L'objectif était de déterminer la pertinence d'identifier un type d'architecture qui serait spécifique aux églises du Mont Athos, soit le type athonite [N.D.L.R.: notre traduction libre].

#### Œuvres et objets d'art

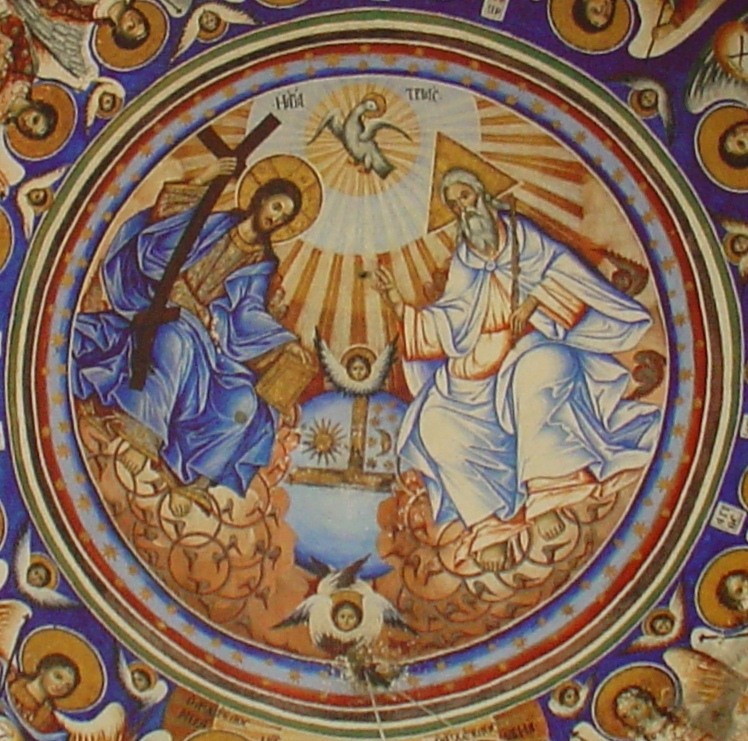
Représentation de la Sainte Trinité au monastère de Vatopédi.

Parmi les œuvres d'art du monastère faisant partie du patrimoine artistique, les mosaïques byzantines du Katholikon de Vatopédi sont particulières du fait qu'elles sont les seules au Mont Athos, qui représentent cet art spécifique de l'époque byzantine.
On y trouve aussi des objets de culte religieux dont une coupe en jaspe incrustée de pierres précieuses, don de l'empereur byzantin Manuel II de la dynastie des Paléologues. Des châsses de facture byzantine, représentant des maquettes d'église, sont aussi conservées dans ce monastère et font partie des objets religieux que l'on peut admirer lors des célébrations religieuses de Vatopédi.
Le monastère abrite plusieurs reliques d'importance, dont un morceau de la Vraie Croix, la ceinture de la Vierge Marie, ainsi que le crâne de Saint Jean Chrysostome. Plusieurs icônes miraculeuses sont également présentes sur le site du monastère.
La bibliothèque contient près de 2000 manuscrits anciens, dont l'onciale 063 et l'onciale 0102.
Il est à noter que certains de ces manuscrits ont été écrits sur parchemin et d'autres ont été décorés d'enluminures. De plus, tout en étant en majorité des ouvrages de type religieux, la bibliothèque héberge aussi quelques ouvrages laïques comme les Géographies de Strabon et de Ptolémée.

### Archives
Les archives de Vatopédi hébergent, des chrysobulles et autres documents historiques, qui ne débutent cependant pour la plupart, qu'après le XIIIe siècle. Cette information laisse penser que possiblement de nombreux documents furent détruits durant les raids catalans.
Certains actes détenus dans ces archives informent sur les raisons qui poussèrent les habitants d'un village à vendre leurs champs au monastère de Vatopédi durant la première moitié du XIVe siècle. Dans un de ces cas, la famine résultant du sac de mercenaires catalans, en donne l'explication.
Un autre exemple d'archives détenues à Vatopédi éclaire sur l'aide fournie aux cultivateurs. Selon un de ces actes, le propriétaire aurait exempté un viticulteur de paiement de loyer pendant quelques années, afin de l'aider à démarrer son exploitation viticole.
On y trouve un exemplaire de document testamentaire qui décrit les circonstances de la création du monastère familial du Prodrome de Petra. Il est aussi mentionné que ce patrimoine familial fut finalement donné au monastère de Votapédi en 1328 par son fondateur, qui s'y était établi à la fin de sa vie.
Dans ces archives, des documents décrivent la chronologie et le type de dons (rentes annuelles provenant de revenus d'un lac, dons de villages) accordés par de despotes serbes au monastère de Vatopédi, entre le milieu du XIVe siècle et le début du XVe siècle.
Finalement, les archives du monastère permettent aussi de prendre connaissance d'informations telles que les répercussions négatives de la bataille de la Maritsa en 1371 sur le patrimoine de Vatopédi, ou de pouvoir constater que des procès existaient parfois entre les monastères du Mont Athos.